# Gran Premio motociclistico di Cina 2008
Il Gran Premio motociclistico di Cina 2008, disputato il 4 maggio, è la quarta prova del motomondiale 2008 oltre che la quarta edizione del Gran Premio stesso.
Dopo due giornate di tempo atmosferico eccellente durante le prove del venerdì e del sabato, le gare sono state disturbate dalla pioggia per quanto riguarda la classe 125 e 250 mentre la gara dalla MotoGP si è potuta disputare su asfalto pressoché asciutto.
Nelle varie classi si è registrata l'affermazione di Valentino Rossi su Yamaha nella MotoGP, di Mika Kallio su KTM nella classe 250 e di Andrea Iannone (alla sua prima vittoria nel motomondiale) su Aprilia nella classe 125.

## MotoGP
Durante le prove del venerdì da menzionare una rovinosa caduta che ha coinvolto il pilota spagnolo Jorge Lorenzo causandogli danni fisici al piede che non gli hanno però impedito di partecipare regolarmente alle prove di qualificazione ed alla gara.

### Qualifiche
| Pos | Nº | Pilota           | Moto     | Tempo    | Distacco |
| --- | -- | ---------------- | -------- | -------- | -------- |
| 1   | 5  | Colin Edwards    | Yamaha   | 1'58.139 |          |
| 2   | 46 | Valentino Rossi  | Yamaha   | 1'58.494 | 0.355    |
| 3   | 1  | Casey Stoner     | Ducati   | 1'58.591 | 0.452    |
| 4   | 48 | Jorge Lorenzo    | Yamaha   | 1'58.711 | 0.572    |
| 5   | 2  | Daniel Pedrosa   | Honda    | 1'58.855 | 0.716    |
| 6   | 65 | Loris Capirossi  | Suzuki   | 1'58.941 | 0.802    |
| 7   | 52 | James Toseland   | Yamaha   | 1'59.254 | 1.115    |
| 8   | 7  | Chris Vermeulen  | Suzuki   | 1'59.325 | 1.186    |
| 9   | 14 | Randy de Puniet  | Honda    | 1'59.357 | 1.218    |
| 10  | 69 | Nicky Hayden     | Honda    | 1'59.507 | 1.368    |
| 11  | 4  | Andrea Dovizioso | Honda    | 1'59.559 | 1.420    |
| 12  | 33 | Marco Melandri   | Ducati   | 1'59.678 | 1.539    |
| 13  | 56 | Shin'ya Nakano   | Honda    | 1'59.716 | 1.577    |
| 14  | 21 | John Hopkins     | Kawasaki | 1'59.740 | 1.601    |
| 15  | 24 | Toni Elías       | Ducati   | 1'59.933 | 1.794    |
| 16  | 15 | Alex De Angelis  | Honda    | 2'00.316 | 2.177    |
| 17  | 50 | Sylvain Guintoli | Ducati   | 2'00.760 | 2.621    |
| 18  | 13 | Anthony West     | Kawasaki | 2'00.838 | 2.699    |

### Gara

#### Arrivati al traguardo
| Pos | Nº | Pilota           | Squadra                 | Motocicletta | Giri | Tempo     | Griglia | Punti |
| --- | -- | ---------------- | ----------------------- | ------------ | ---- | --------- | ------- | ----- |
| 1   | 46 | Valentino Rossi  | Fiat Yamaha             | Yamaha       | 22   | 44:08.061 | 2       | 25    |
| 2   | 2  | Daniel Pedrosa   | Repsol Honda            | Honda        | 22   | +3.890    | 5       | 20    |
| 3   | 1  | Casey Stoner     | Ducati Marlboro         | Ducati       | 22   | +15.928   | 3       | 16    |
| 4   | 48 | Jorge Lorenzo    | Fiat Yamaha             | Yamaha       | 22   | +22.494   | 4       | 13    |
| 5   | 33 | Marco Melandri   | Ducati Marlboro         | Ducati       | 22   | +26.957   | 12      | 11    |
| 6   | 69 | Nicky Hayden     | Repsol Honda            | Honda        | 22   | +28.369   | 10      | 10    |
| 7   | 5  | Colin Edwards    | Tech 3 Yamaha           | Yamaha       | 22   | +29.780   | 1       | 9     |
| 8   | 24 | Toni Elías       | Alice Team              | Ducati       | 22   | +30.225   | 15      | 8     |
| 9   | 65 | Loris Capirossi  | Rizla Suzuki            | Suzuki       | 22   | +31.440   | 6       | 7     |
| 10  | 56 | Shin'ya Nakano   | San Carlo Honda Gresini | Honda        | 22   | +35.969   | 13      | 6     |
| 11  | 4  | Andrea Dovizioso | JiR Team Scot           | Honda        | 22   | +36.246   | 11      | 5     |
| 12  | 52 | James Toseland   | Tech 3 Yamaha           | Yamaha       | 22   | +43.191   | 7       | 4     |
| 13  | 14 | Randy de Puniet  | LCR Honda               | Honda        | 22   | +43.442   | 9       | 3     |
| 14  | 21 | John Hopkins     | Kawasaki Racing         | Kawasaki     | 22   | +45.855   | 14      | 2     |
| 15  | 50 | Sylvain Guintoli | Alice Team              | Ducati       | 22   | +46.330   | 17      | 1     |
| 16  | 15 | Alex De Angelis  | San Carlo Honda Gresini | Honda        | 22   | +50.593   | 16      |       |
| 17  | 13 | Anthony West     | Kawasaki Racing         | Kawasaki     | 22   | +1:05.593 | 18      |       |

#### Ritirato
| Nº | Pilota          | Squadra      | Motocicletta | Giri | Griglia |
| -- | --------------- | ------------ | ------------ | ---- | ------- |
| 7  | Chris Vermeulen | Rizla Suzuki | Suzuki       | 6    | 8       |

## Classe 250

### Arrivati al traguardo
| Pos | Nº | Pilota              | Squadra                    | Motocicletta | Giri | Tempo     | Griglia | Punti |
| --- | -- | ------------------- | -------------------------- | ------------ | ---- | --------- | ------- | ----- |
| 1   | 36 | Mika Kallio         | Red Bull KTM               | KTM          | 21   | 48:12.217 | 3       | 25    |
| 2   | 4  | Hiroshi Aoyama      | Red Bull KTM               | KTM          | 21   | +3.238    | 11      | 20    |
| 3   | 75 | Mattia Pasini       | Polaris World              | Aprilia      | 21   | +13.811   | 7       | 16    |
| 4   | 58 | Marco Simoncelli    | Metis Gilera               | Gilera       | 21   | +18.474   | 5       | 13    |
| 5   | 6  | Alex Debón          | Lotus Aprilia              | Aprilia      | 21   | +21.066   | 12      | 11    |
| 6   | 21 | Héctor Barberá      | Toth Aprilia               | Aprilia      | 21   | +25.158   | 2       | 10    |
| 7   | 72 | Yūki Takahashi      | JiR Team Scot              | Honda        | 21   | +29.990   | 10      | 9     |
| 8   | 14 | Ratthapark Wilairot | Thai Honda PTT SAG         | Honda        | 21   | +39.871   | 18      | 8     |
| 9   | 41 | Aleix Espargaró     | Lotus Aprilia              | Aprilia      | 21   | +48.344   | 15      | 7     |
| 10  | 55 | Héctor Faubel       | Mapfre Aspar               | Aprilia      | 21   | +55.470   | 13      | 6     |
| 11  | 15 | Roberto Locatelli   | Metis Gilera               | Gilera       | 21   | +55.832   | 9       | 5     |
| 12  | 19 | Álvaro Bautista     | Mapfre Aspar               | Aprilia      | 21   | +1:00.442 | 1       | 4     |
| 13  | 50 | Eugene Laverty      | Blusens Aprilia            | Aprilia      | 21   | +1:00.732 | 19      | 3     |
| 14  | 32 | Fabrizio Lai        | Campetella Racing          | Gilera       | 21   | +1:36.975 | 16      | 2     |
| 15  | 45 | Doni Tata Pradita   | Yamaha Pertamina Indonesia | Yamaha       | 21   | +1:37.080 | 21      | 1     |
| 16  | 10 | Imre Tóth           | Toth Aprilia               | Aprilia      | 21   | +1:45.018 | 22      |       |
| 17  | 7  | Russell Gómez       | Blusens Aprilia            | Aprilia      | 21   | +2:13.718 | 23      |       |

### Ritirati
| Nº | Pilota          | Squadra               | Motocicletta | Giri | Griglia |
| -- | --------------- | --------------------- | ------------ | ---- | ------- |
| 25 | Alex Baldolini  | Matteoni Racing       | Aprilia      | 14   | 20      |
| 60 | Julián Simón    | Repsol KTM            | KTM          | 5    | 4       |
| 12 | Thomas Lüthi    | Emmi - Caffe Latte    | Aprilia      | 5    | 6       |
| 17 | Karel Abraham   | Cardion AB Motoracing | Aprilia      | 4    | 17      |
| 52 | Lukáš Pešek     | Auto Kelly - CP       | Aprilia      | 2    | 14      |
| 54 | Manuel Poggiali | Campetella Racing     | Gilera       | 0    | 8       |

## Classe 125

### Arrivati al traguardo
| Pos | Nº | Pilota             | Squadra                   | Motocicletta | Giri | Tempo     | Griglia | Punti |
| --- | -- | ------------------ | ------------------------- | ------------ | ---- | --------- | ------- | ----- |
| 1   | 29 | Andrea Iannone     | I.C. Team                 | Aprilia      | 19   | 46:02.275 | 5       | 25    |
| 2   | 63 | Mike Di Meglio     | Ajo Motorsport            | Derbi        | 19   | +3.355    | 3       | 20    |
| 3   | 1  | Gábor Talmácsi     | Bancaja Aspar             | Aprilia      | 19   | +3.451    | 4       | 16    |
| 4   | 44 | Pol Espargaró      | Belson Derbi              | Derbi        | 19   | +14.028   | 7       | 13    |
| 5   | 17 | Stefan Bradl       | Grizzly Gas Kiefer Racing | Aprilia      | 19   | +23.853   | 8       | 11    |
| 6   | 6  | Joan Olivé         | Belson Derbi              | Derbi        | 19   | +31.962   | 6       | 10    |
| 7   | 60 | Michael Ranseder   | I.C. Team                 | Aprilia      | 19   | +33.758   | 19      | 9     |
| 8   | 18 | Nicolás Terol      | Jack & Jones WRB          | Aprilia      | 19   | +34.696   | 2       | 8     |
| 9   | 35 | Raffaele De Rosa   | Onde 2000 KTM             | KTM          | 19   | +34.838   | 15      | 7     |
| 10  | 7  | Efrén Vázquez      | Blusens Aprilia Junior    | Aprilia      | 19   | +41.011   | 20      | 6     |
| 11  | 12 | Esteve Rabat       | Repsol KTM                | KTM          | 19   | +41.139   | 23      | 5     |
| 12  | 93 | Marc Márquez       | Repsol KTM                | KTM          | 19   | +43.677   | 22      | 4     |
| 13  | 71 | Tomoyoshi Koyama   | ISPA KTM Aran             | KTM          | 19   | +53.489   | 25      | 3     |
| 14  | 51 | Stevie Bonsey      | Degraaf Grand Prix        | Aprilia      | 19   | +54.462   | 17      | 2     |
| 15  | 30 | Pere Tutusaus      | Bancaja Aspar             | Aprilia      | 19   | +58.706   | 21      | 1     |
| 16  | 11 | Sandro Cortese     | Emmi - Caffe Latte        | Aprilia      | 19   | +59.454   | 12      |       |
| 17  | 77 | Dominique Aegerter | Ajo Motorsport            | Derbi        | 19   | +1:10.704 | 14      |       |
| 18  | 69 | Louis Rossi        | FFM Honda GP 125          | Honda        | 19   | +1:47.918 | 34      |       |
| 19  | 56 | Hugo van den Berg  | Degraaf Grand Prix        | Aprilia      | 19   | +1:50.406 | 31      |       |

### Ritirati
| Nº | Pilota              | Squadra                   | Motocicletta | Giri | Griglia |
| -- | ------------------- | ------------------------- | ------------ | ---- | ------- |
| 34 | Randy Krummenacher  | Red Bull KTM              | KTM          | 16   | 33      |
| 45 | Scott Redding       | Blusens Aprilia Junior    | Aprilia      | 15   | 22      |
| 8  | Lorenzo Zanetti     | ISPA KTM Aran             | KTM          | 11   | 25      |
| 99 | Danny Webb          | Degraaf Grand Prix        | Aprilia      | 10   | 10      |
| 95 | Robert Mureșan      | Grizzly Gas Kiefer Racing | Aprilia      | 9    | 32      |
| 5  | Alexis Masbou       | Loncin Racing             | Loncin       | 9    | 26      |
| 21 | Robin Lässer        | Grizzly Gas Kiefer Racing | Aprilia      | 7    | 29      |
| 19 | Roberto Lacalendola | Matteoni Racing           | Aprilia      | 7    | 30      |
| 38 | Bradley Smith       | Polaris World             | Aprilia      | 6    | 1       |
| 24 | Simone Corsi        | Jack & Jones WRB          | Aprilia      | 5    | 11      |
| 73 | Takaaki Nakagami    | I.C. Team                 | Aprilia      | 4    | 18      |
| 33 | Sergio Gadea        | Bancaja Aspar             | Aprilia      | 1    | 9       |

### Non partiti
| Nº | Pilota         | Squadra            | Motocicletta | Griglia |
| -- | -------------- | ------------------ | ------------ | ------- |
| 27 | Stefano Bianco | S3+ WTR San Marino | Aprilia      | 16      |
| 22 | Pablo Nieto    | Onde 2000 KTM      | KTM          | 13      |
| 16 | Jules Cluzel   | Loncin Racing      | Loncin       | 28      |